# هاینریش بارکهاوزن
هاینریش بارکهاوزن (انگلیسی: Heinrich Barkhausen؛ زاده ۲ دسامبر ۱۸۸۱ درگذشته ۲۰ فوریهٔ ۱۹۵۶) یک فیزیک‌دان اهل آلمان بود.